# Riveira (Palas de Rey)
Riveira (llamada oficialmente San Salvador de Ribeira) es una parroquia y una aldea española del municipio de Palas de Rey, en la provincia de Lugo, Galicia.

## Otras denominaciones
La parroquia también es conocida por los nombres de O Salvador de Ribeira y Ribeira.

## Organización territorial
La parroquia está formada por dos entidades de población:
- Riveira (Ribeira)
- Xende

## Demografía

### Parroquia
| Gráfica de evolución demográfica de Riveira (parroquia) entre 2000 y 2020 |
|                                                                           |
| Datos según el nomenclátor publicado por el INE.                          |

### Aldea
| Gráfica de evolución demográfica de Riveira (aldea) entre 2000 y 2020 |
|                                                                       |
| Datos según el nomenclátor publicado por el INE.                      |